# 中田和範
中田 和範（なかだ かずのり、1956年5月6日 - ）は、日本の検察官、公証人。日本公証人連合会会長。福岡高等検察庁次席検事や、岐阜地方検察庁検事正を務めた。

## 人物・経歴
東京都出身。駒澤大学法学部卒業後、1986年検事任官。神戸地方検察庁検事、奈良地方検察庁検事、東京地方検察庁検事、大阪地方検察庁公安部長等を経て、2010年大阪地方検察庁公判部長。2013年松山地方検察庁検事正。2015年福岡高等検察庁次席検事兼法務総合研究所福岡支所長。2016年から岐阜地方検察庁検事正を務め、岐阜県警察との連携などにあたった。2017年神田公証役場公証人。2019年東京公証人会副会長、日本公証法学会理事。2022年法務省検察官・公証人特別任用等審査会委員、日本公証人連合会総括理事。2023年東京公証人協会会長。2024年日本公証人連合会会長。